# Цей чудовий світ (фільм, 1939)
«Цей чудовий світ» (англ. «It's a Wonderful World») — американська кримінальна комедія 1939 року режисера В. С. Ван Дайка. У головних ролях — Клодетт Кольбер, Джеймс Стюарт та Гай Кіббі.

## Сюжет
Гай Джонсон — приватний детектив. Його завдання — слідкувати за любителем випивки міліонером Віллі Хейвардом і утримувати того від всіляких дурниць. Проте, одного разу виконати завдання не вдається: Хейварда напідпитку на місці вбивства ледве не захоплює поліція. І хоч він не винен, довести це може лише Гай Джонсон, який шукатиме справжнього злочинця. Але детектива, в свою чергу, затримують охоронці правопорядку за надання притулку Хейварду. Джонсон тікає за допомогою автівки міс Едвіни Кордей, яка випадково опиняється на його шляху…

## У ролях
- Клодетт Кольбер — Едвіна Кордей
- Джеймс Стюарт — Гай Джонсон
- Гай Кіббі — Фред Стрітер
- Нат Пендлтон — сержант Фред Корець
- Френсіс Дрейк — Вівіан Тарбел
- Едгар Кеннеді — лейтенант Міллер
- Ернест Трукс — Віллі Хейвард
- Річард Карль — Віллоугбай
- Сесилія Каледжо — Долорес Ґонсалес